# Веселов, Василий Васильевич (учёный)
Василий Васильевич Веселов (17 июля 1940, Харьков — 22 октября 2005, Алма-Ата) — советский и казахстанский гидрогеолог, доктор технических наук (1988), профессор (1992), академик НАН РК (2004), АН естествознания России (1997).

## Биография
После окончания Киевского государственного университета (1965) работал инженером, главным инженером, младшим научным сотрудником Института гидрогеологии и гидрофизики АН Казахстана. В 1969—1976 годах — главный гидрогеолог, начальник партии Илейской геофизической экспедиции Казахского геофизического треста. В 1976—1988 годах — главный геолог опытно-методической экспедиции Министерства геологии. В 1988—1990 годах — заместитель директора Института гидрогеологии и гидрофизики, с 1990 по 2005 год — директор этого института.
Основные научные труды посвящены проблемам математического и информационного моделирования гидрогеологических объектов и процессов. Изучал теоретические и прикладные аспекты системно-информационного подхода к проблемам создания, управления и регулирования гидрогеологических систем. Компьютерные технологии создания и использования постоянно действующих математических моделей гидрогеологических объектов дали возможность практической реализации гидрогеологической информации систем Южного и Северного Казахстана, Аральского и Каспийского регионов. Лауреат премии им. К. И. Сатпаева (1991). Награждён орденом «Знак почета».

## Сочинения
- Геоэкоинформатика системно-информационный подход к задачам моделирования гидрогеологических объектов, А., 1991 (соавт.);
- Эколого-мелиоративные проблемы использовании водных ресурсов бассейна озера Балхаш, А., 1996 (соавт.);
- Основы структурного моделирования гидросистем., 1997 (соавт.);
- Гидрогеология Казахстана, А., 2004 (соавт.)